# Mariusz Grzebalski

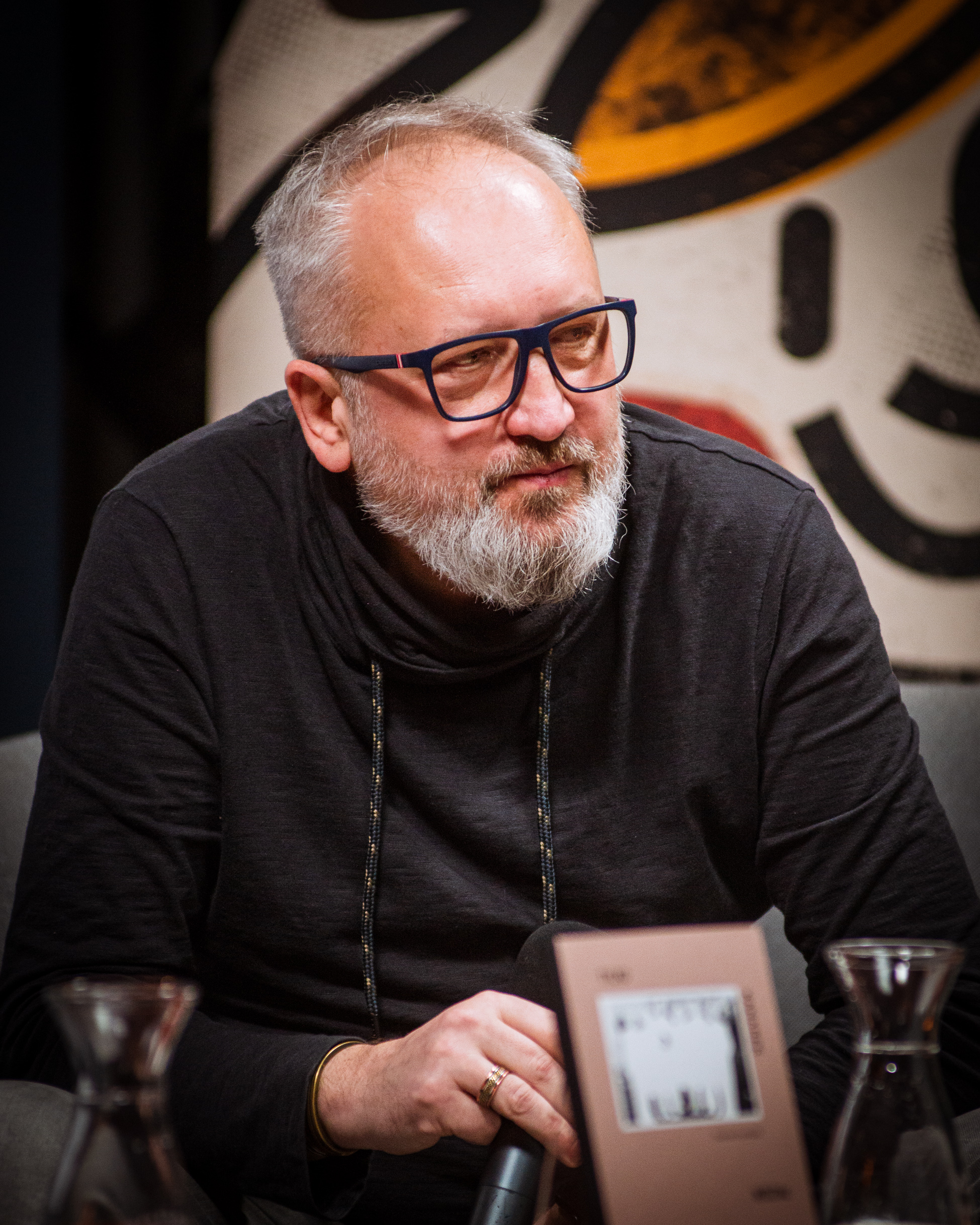
Mariusz Grzebalski (2024)

Mariusz Grzebalski (* 22. Februar 1969 in Łódź) ist ein polnischer Dichter und Prosaschriftsteller.

## Leben
Grzebalski besuchte das Gymnasium in Posen. Nach dem Abitur 1988 nahm er ein Studium der Philosophie und 1991 auch der Polonistik an der Adam-Mickiewicz-Universität Posen auf. 1989 debütierte er mit Gedichtsheft Trwanie nieodparte. Von 1992 bis 1995 war er Redakteur in der alternativen Zeitschrift Już Jest Jutro und anschließend wurde er Chefredakteur der Zeitschrift Nowy Nurt. 1993 erhielt er den Magister in Philosophie.
Nach seinem Studium nahm er mehrere Gelegenheitsbeschäftigungen an, bis er 1998 Redakteur des Verlags Wydawnictwo Wyższej Szkoły Zarządzania i Bankowości w Poznaniu (WSZiB) wurde, dessen Leitung er von 1999 bis 2003 übernahm. 2002 übernahm er zudem die Leitung des Verlags Wydawnictwo Wojewódzkiej Biblioteki Publicznej i Centrum Animacji Kultury (WBPiCAK). 2001 wurde er mit dem Hubert-Burda-Preis für junge osteuropäische Lyrik ausgezeichnet. 2006 wurde er Mitglied des Polnischen Schriftstellerverbands. Von 2008 bis 2013 war er Redakteur des Dodatek LITERacki, der Zeitungsbeilage des Literaturpreises Gdynia.
Seine Gedichte publizierte er in den Zeitschriften Pracownia, Czas Kultury, Fraza, Odra, Tygodnik Powszechny, Gazeta Forteczna und Studium.
Er lebt in Dąbrówka bei Posen.

## Bibliografie

### Lyrik
- Trwanie nieodparte, 1989
- Negatyw, 1994; 2. erw. Aufl. 2004 (Kazimierza-Iłłakowiczówna-Preis für das Debüt des Jahres 1994)
- Boks. Szlachetna sztuka samoobrony, 1998
- Widoki, 1998
- Drugie dotknięcie, 2001
- Graffiti. Gedichte, 2001 (zweisprachige Ausgabe mit Übersetzungen von Doreen Daume)
- Słynne i świetne, 2004
- Pocałunek na wstecznym, 2007
- Niepiosenki, 2009
- Kronika zakłóceń, 2010
- W innych okolicznościach, 2013 (Gewinner des Breslauer Lyrikpreises Silesius 2014; nominiert für den Wisława-Szymborska-Preis 2014)
- Dziennik pokładowy, 2016
- Z demobilu i nie, 2016

### Prosa
- Człowiek, który biegnie przez las, 2006